# دندان‌اره لیتون
دندان‌اره لیتون (نام علمی: Poiana leightoni) نام یک گونه از زیرخانواده زبادیان است.